# La Centaine d'amour

La Centaine d'amour (en espagnol Cien sonetos de amor) est un recueil de sonnets écrits par le poète chilien et prix Nobel de littérature Pablo Neruda, d'abord publié en 1959 en Argentine. Dédié à sa bien aimée Matilde Urrutia, ce recueil se divise en quatre parties de la journée : le matin, l'après-midi, la soirée et la nuit.
Les sonnets ont de nombreuses fois été traduits dans plusieurs langues. La traduction française la plus connue est celle de Jean Marcenac et d'André Bonhomme en 1995, aux éditions Gallimard. Cette édition est d'ailleurs au programme de l'agrégation de lettres modernes 2021, dans l'épreuve de littérature générale et comparée. Neruda est à l'étude sous l'intitulé « Formes de l'amour. Sonnets de la modernité », aux côtés d'Elizabeth Browning et de Pier Paolo Pasolini.
Les sonnets étant composés d'alexandrins, la traduction vers le français pose un problème dans la mesure où, dans la littérature hispanique, l'alexandrin se compose de 14 syllabes, et non de 12. Le travail de traduction apparaît alors comme un travail de réécriture pour permettre au lecteur français de satisfaire ses attentes.

## Sonnet I
Mathilde, nom de plante ou de pierre ou de vin

nom de ce qui est né de la terre, et qui dure

la croissance d'un mot a fait lever le jour,

dans l'été de ton nom éclatent les citrons.

Sur ce nom vont courant les navires de bois

entourés par l'essaim bleu marine du feu,

les lettres de ton nom sont l'eau d'une rivière

qui viendrait se jeter en mon cœur calciné.

Oh ce nom découvert sous un volubilis,

nom semblable à l'entrée d'un tunnel inconnu

qui communique avec tous les parfums du monde !

Oh envahis-moi de ta bouche qui me brûle,

cherche en moi, si tu veux, de tes yeux de nuits, mais

laisse-moi naviguer et dormir sur ton nom.

## Sonnet II
Amour, que de chemins pour atteindre au baiser,

l'errante solitude avant d'être avec toi !

Seuls les trains continuent, roulant avec la pluie.

A Taltal le printemps n'est pas levé encore.

Toi et moi, mon amour, nous sommes l'un à l'autre,

l'un à l'autre de nos vêtements aux racines,

l'un à l'autre d'automne et de hanches et d'eau,

jusqu'à n'être que toi et que moi l'un à l'autre.

Dire qu'il en coûta tant de pierres que roule

le fleuve, l'embouchure des eaux du Boroa, 

dire que séparés par des trains, des nations,

toi et moi nous devions simplement nous aimer,

confondus avec tous, les hommes et les femmes

et la terre où l'œillet s'enracine et grandit.

## Sonnet VI
Loin, dans les bois, j'ai coupé une branche noire,

assoiffé j'ai porté son murmure à mes lèves :

était-ce donc la voix de la pluie qui pleurait,

Une cloche brisée ou un cœur mis en pièces ?

Quelque chose qui de si loin m'est apparu,

enfoui dans sa Jourdeur, recouvert par la terre,

ce sont cris assourdis par d'immenses automnes,

par la nuit entrouverte, humide des feuillages.

Alors, se réveillant du rêve végétal,

la branche du coudrier a chanté sous ma bouche

et son errante odeur grimpa dans mon esprit

comme si tout d'un coup me cherchaient les racines

abandonnées, la terre perdue, mon enfance,

et je restai, blessé du parfum vagabond.

## Dans la culture populaire
- Dans le film Patch Adams de Tom Shadyac (1998), le sonnet XVII a été utilisé à plusieurs reprises comme lors de l'iconique scène des funérailles.
- Le sonnet XII est cité dans le film de 2002 Bollywood Hollywood lorsque Rahul connaît pour la première fois Sunita dans un bar, et plus tard lorsqu'il récite le poème pour gagner le cœur de l'héroïne dans une scène de balcon inspirée de Roméo et Juliette.
- Le sonnet XXVII est récité dans la quatrième saison de la série How I Met Your Mother, dans l'épisode intitulé L'Homme nu.